# Rainer Osmann
Rainer Osmann (* 6. Juli 1950 in Eisenach-Stregda) ist ein deutscher ehemaliger Handballspieler und -trainer.

## Karriere
Rainer Osmann spielte von 1964 an aktiv Handball bei der BSG Motor Eisenach, wo er 1985 Co-Trainer an der Seite von Hans-Joachim Ursinus wurde. Im Jahr 1990 übernahm Osmann das Traineramt der HSG Obersuhl, mit der er in die Oberliga aufstieg. Nach zwei Jahren in Obersuhl wurde er Trainer bei seinem alten Verein ThSV Eisenach, der in der 2. Bundesliga spielte. Unter seiner Leitung schaffte Eisenach 1997 den Aufstieg in die 1. Bundesliga. Nach seinem Engagement in Eisenach trainierte er zwischen Januar und Mai 2001 den Zweitligisten HG Erlangen.
Zwischen August 2001 und Februar 2008 war Osmann Nationaltrainer der österreichischen Männer-Handballnationalmannschaft. Im Sommer 2008 leitete er für wenige Wochen das Training des Landesligisten VfB Mühlhausen, der kurz vor dem Saisonstart keinen Trainer besaß. Anschließend übernahm der A-Lizenzinhaber das Amt des Nationaltrainers der deutschen Juniorinnen-Auswahl. Im April 2009 trat er die Nachfolge von Armin Emrich als Trainer der deutschen Frauen-Handballnationalmannschaft an. Im Februar 2011 bat er um die Auflösung seines Vertrages zum 30. Juni. Krankheitsbedingt konnte er aber auch die Betreuung bis zu diesem Zeitpunkt nicht gewährleistet, so dass am 25. März 2011 Heine Jensen als Osmanns Nachfolger vorgestellt wurde, der auch sofort die Arbeit übernahm. Im Frühjahr 2012 stieg Osmann als Sport- und Jugendkoordinator beim SV Town & Country Behringen/Sonneborn ein. Im Februar 2013 wurde er Sportdirektor im Nachwuchsbereich des Thüringer HC.